# Трухильо, Рафаэль
Рафаэль Леонидас Трухильо Молина (исп. Rafael Leónidas Trujillo Molina; 24 октября 1891, Сан-Кристобаль — 30 мая 1961, Сьюдад-Трухильо), также был известен под прозвищем «Шеф» (исп. El Jefe) — доминиканский государственный и политический деятель, фактический правитель страны в период с 1930 по 1961 годы (в 1930—1938 и 1942—1952 годах официально занимал президентский пост). Его правление, получившее название «эра Трухильо», считается одним из наиболее кровопролитных в истории Америки — по оценкам, он был ответственен за смерть более 50 тысяч человек, включая около 10 тысяч гаитян, погибших в этнических чистках в 1937 году, и характеризуется также культом его личности, в целом оцениваясь как более очевидная и жестокая диктатура, нежели другие подобные режимы того времени в Латинской Америке.

## Ранняя жизнь
Родился 24 октября 1891 года в бедной семье Хосе «Пепито» Трухильо Вальдеса, сына испанского сержанта, и Альтаграсии Хулии Молины Шевалье, имеющей смешанное происхождение. Рафаэль был третьим из одиннадцати детей, включая приёмного брата Луиса Рафаэля «Нене», который воспитывался в доме Трухильо. В 1897 в шестилетнем возрасте пошёл в школу Хуана Иларио Мерино, через год был переведён в школу Бротона, где обучался у Эугенио де Остоса. В шестнадцатилетнем возрасте устроился на работу оператором телеграфа, где трудился в течение трёх лет. После увольнения занялся угоном скота, подделкой чеков и грабежом почтовых отделений, несколько месяцев провёл в тюрьме. Выйдя на свободу, организовал банду грабителей под названием «42».

## Восхождение к власти
В 1916 США оккупировали Доминиканскую Республику. Вскоре они, не полагаясь только на свои силы, начали создавать набираемую из местного населения Национальную гвардию, призванную следить за соблюдением правопорядка. В 1918 Трухильо вступил в неё и тренировался с военнослужащими Корпуса морской пехоты. Он произвел весьма благоприятное впечатление на вербовщиков и за девять лет дослужился от лейтенанта до генерала и главнокомандующего доминиканской армией.
В феврале 1930 Трухильо сверг президента Васкеса, заключив сделку с лидером протестующих Рафаэлем Уренья: Трухильо обещал ему помощь в приходе к власти взамен на поддержку собственной кандидатуры на следующих президентских выборах. Васкес приказал Трухильо подавить беспорядки, однако тот, соблюдая «нейтралитет», ничего не предпринял, позволив сторонникам Уренья захватить столицу практически без боя. 3 марта он был провозглашён президентом, Трухильо — назначен главой полиции и армии. На выборах, состоявшихся 16 мая, с результатом 99 % голосов «за» был избран президентом, Уренья — вице-президентом от «Патриотической гражданской коалиции». Другие кандидаты, подвергшись давлению со стороны армии, отказались от выдвижения. По словам посла США в Доминиканской Республике, Трухильо получил большее число голосов, чем общее количество избирателей.

## У власти
Спустя три недели после его избрания на столицу обрушился ураган, жертвами которого стали более трёх тысяч человек. С помощью Американского Красного Креста город был восстановлен. 16 августа 1931, через год после избрания Трухильо президентом, Доминиканская партия, поддерживающая его, стала единственной легальной партией в стране, хотя государство и так фактически было однопартийным. Госслужащие были обязаны «жертвовать» 10 процентов дохода в партийный фонд, взрослых граждан принуждали вступить в партию. Её члены были обязаны носить при себе членскую карточку, при отсутствии которой граждане могли быть арестованы за «бродяжничество». В 1934, произведя сам себя в генералиссимусы, с помощью массовых фальсификаций был переизбран на пост президента, будучи единственным кандидатом. С его подачи распространилась практика «народного мнения», в рамках которой большие толпы людей выкрикивали одобрение правительству.

## Культ личности

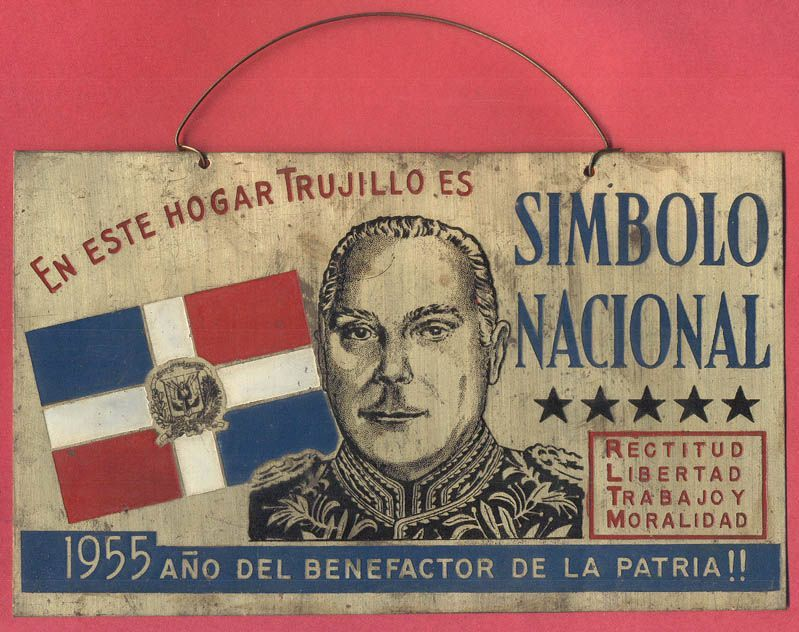
Знак «эры Трухильо»: «В этом доме Трухильо — национальный символ»

В 1936 Конгресс подавляющим числом голосов проголосовал за переименование столицы страны в Сьюдад-Трухильо (исп. Ciudad Trujillo — город Трухильо). Провинция Сан-Кристобаль была переименована в Трухильо, высочайшая вершина Карибских островов Монте-Тина — в пик Трухильо. Статуи «Шефа» в массовом порядке воздвигались по всей стране, в его честь назывались общественные здания и мосты, первые страницы газет прославляли его, а на номерных знаках было написано «Да здравствует Трухильо!» и «Год благодетеля отечества». В Сьюдад-Трухильо был установлен светившийся ночью электрический знак с надписью «Бог и Трухильо», церквям предписывалось вывешивать лозунг «Бог на небесах, Трухильо на земле», который со временем был изменён на «Трухильо на земле, Бог на небесах». Сторонники президента рекомендовали его к Нобелевской премии мира, однако Нобелевский комитет отказался рассматривать заявку на соискание.
Мог быть избран снова в 1938, однако, сославшись на американскую традицию ограничения в два президентских срока, заявил: «Я добровольно, против желаний моего народа, отказываюсь от переизбрания на этот высокий пост». Несмотря на это, в середине 1937 была запущена широкая избирательная кампания, прекратить которую заставил международный резонанс, вызванный резнёй гаитян, Трухильо заявил об «уходе на покой». Вместо него баллотировался и в 1938 одержал победу, оставаясь единственной кандидатурой в бюллетене, выбранный им в преемники 71-летний вице-президент Пейнадо, на пост вице-президента была предложена кандидатура Мануэля Тронкосо. В действительности Трухильо сохранил всю власть в собственных руках, оставшись главнокомандующим и лидером партии. Пейнадо, в частности, приказав увеличить размер знака «Бог и Трухильо», скончался 7 марта 1940, и пост занял Тронкосо. С 1942 после избрания Рузвельта на третий президентский срок в 1940 Трухильо был дважды переизбран, увеличив срок пребывания на посту до пяти лет, и в 1952 под давлением Организации американских государств передал его своему брату Эктору. Несмотря на то, что Трухильо формально уже не был главой государства, в 1955 широко отмечалось 25-летие его правления, в честь чего были отчеканены золотые и серебряные памятные монеты с его изображением.

## Внешняя политика
Стремясь к мирному сосуществованию с США, во время Второй мировой войны встал на сторону союзников, 11 декабря 1941 объявив войну Германии, Италии и Японии, не приняв, однако, никакого участия в военных действиях. В 1945 Доминиканская Республика стала одним из государств-основателей ООН. Поощрял развитие экономических и дипломатических связей с США, поддерживал дружеские отношения с каудильо Испании Франко, президентами Аргентины Пероном и Никарагуа Сомосой, несмотря на то, что политика его режима часто вызывала разногласия с другими странами Латинской Америки, в особенности с Коста-Рикой и Венесуэлой. К концу правления Трухильо его отношения с США ухудшились.

### СоглашениеХалла-Трухильо
С начала собственного правления Трухильо намеревался улучшить экономическое положение страны, в том числе лишить США права собирать таможенные пошлины, действовавшего с 1907 и подтверждённого с окончанием американской оккупации в 1924. Переговоры, начавшиеся в 1936 и продолжавшиеся 4 года, завершились 24 сентября 1940 подписанием госсекретарем США Халлом и Трухильо соглашения, по которому США передавали Доминиканской Республике контроль над сбором и установлением таможенных пошлин, а та обязывалась перечислять собранные платежи на специальный банковский счёт, гарантируя выплаты по внешнему долгу. Дипломатический успех позволил Трухильо развернуть широкую пропагандистскую кампанию, позиционировавшую его как «спасителя нации» и «восстановителя финансовой независимости Республики». Был удостоен от госсекретаря США Корделла Халла знаменитого «он, быть может, и сукин сын, но он наш сукин сын».

### Гаити

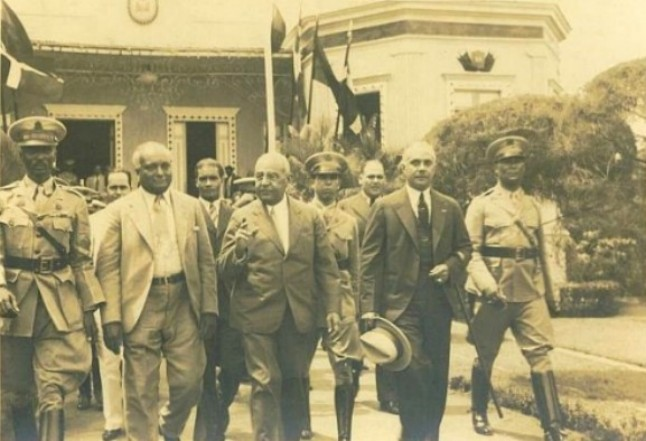
Встреча Трухильо с президентом Гаити Венсаном на границе обеих стран, 1933

С 1822 по 1844 территория современной Доминиканской Республики была оккупирована Республикой Гаити, притязавшей на объединение острова под собственной властью. С приходом Трухильо к власти северо-западные приграничные территории подверглись «гаитянизации». Точные границы стран определены не были, и в 1933 и 1935 Трухильо и президент Гаити Венсан проводили переговоры для разрешения пограничного вопроса, в 1936 достигнув соглашения. Инциденты на границе продолжились и после его подписания, и Трухильо в октябре 1937 отдал приказ о начале этнических чисток в приграничных районах. Пытаясь организовать свержение Венсана, Трухильо наладил контакт с главнокомандующим вооружёнными силами Гаити генералом Каликстом и Эли Леско, тогдашним послом Гаити в Доминиканской Республике. В 1941 при поддержке Трухильо он стал президентом Гаити, но продолжил проводить независимую от Трухильо политику. В 1944 он попытался организовать убийство Леско, но потерпел неудачу, после чего опубликовал дискредитирующую его переписку с ним. В 1946 Леско был свергнут в результате военного переворота.

#### «Петрушечная» резня
В октябре 1937 года по приказу Трухильо произошло массовое убийство лиц гаитянского происхождения (негров) в регионе по течению пограничной реки Дахабон. Подозреваемых в гаитянском происхождении заставляли произнести испанское слово-шибболет perejil (петрушка) как это делают доминиканцы, франкоязычные гаитяне произносят в нём «л» вместо «р» во втором слоге. Тем, кто выговаривал неправильно, солдаты отрубали головы мачете. Число жертв официально оценивается в 20 тысяч, по другим оценкам 17-37 тысяч. Впоследствии Трухильо был вынужден провести переговоры с президентом Гаити Стенио Венсаном при посредничестве американского президента Франклина Д. Рузвельта и выплатить гаитянскому правительству (но не родственникам погибших) компенсацию в 525 тысяч долларов США (из 750 тысяч, которые ему были присуждены к выплате) — из расчёта примерно в 30 долларов за убитого. Из-за коррупции, царившей в гаитянских органах власти, компенсация, реально выплаченная родственникам погибших, составила по 2 цента за человека.

### Куба
К 1947 Куба стала одним из центров эмигрантского сопротивления режиму Трухильо; одним из лидеров оппозиции был будущий президент Бош. При поддержке президента Кубы Грау с целью вторжения в Доминиканскую Республику и свержения Трухильо был создан экспедиционный корпус, однако международное давление, в частности, со стороны США, привело к свёртыванию операции. В отместку в 1955 Трухильо поставил оружие сторонникам бывшего кубинского президента Сокарраса, однако вскоре оно оказалось в руках отрядов Кастро, заключившего союз с Сокаррасом. С 1956, видя успехи Движения 26 июля, Трухильо поддерживал Батисту деньгами, оружием и войсками, однако тот, несмотря на заверения Трухильо в скорой победе, потерпел поражение и в январе 1959 бежал в Доминиканскую Республику.
Кастро угрожал Трухильо свержением, и доля оборонных расходов в бюджете Доминиканской Республики была увеличена. Для защиты Гаити, куда, как ожидалось, Кастро мог вторгнуться в первую очередь и сместить президента Дювалье, был сформирован иностранный легион. 14 июня 1959 кубинский самолёт с 56 вооружёнными людьми на борту приземлился близ доминиканского города Констанса, шесть дней спустя с двух яхт на северное побережье страны высадились ещё бойцы, однако доминиканские вооружённые силы пресекли попытку переворота. В августе Батиста после выплаты со стороны Трухильо нескольких миллионов долларов выехал в Португалию. В качестве мести кубинцам Джонни Аббес поддержал одну из оппозиционных Кастро группировок, но план был сорван, когда кубинские войска обнаружили разгружавшийся близ Тринидада самолёт с помощью повстанцам.

### Покушение наБетанкура
К концу 1950-х годов оппозиция режиму Трухильо внутри страны усилилась за счёт молодёжи, родившейся уже во время его правления и требовавшей демократизации. На протесты Трухильо ответил ещё большими репрессиями, организованными Службой военной разведки во главе с Джонни Аббесом. Режим подвергся критике и остракизму со стороны иностранных государств, что лишь подогрело паранойю Трухильо, всё чаще вмешивавшегося в дела соседних стран, в частности, Венесуэлы, президент которой Бетанкур был давним и открытым его оппонентом, поддерживая недовольных правлением Трухильо доминиканцев. В отместку тот несколько раз пытался организовать свержение Бетанкура с помощью венесуэльских иммигрантов-оппозиционеров, что вынудило Венесуэлу обратиться с иском в Организацию американских государств. Взбешённый Трухильо приказал заложить бомбу в автомобиль, припаркованный на пути следования президентского кортежа; взрыв, прогремевший 24 июня 1960, ранил, но не убил Бетанкура.
Покушение на президента Венесуэлы окончательно подорвало международное отношение к режиму Трухильо: члены ОАГ единогласно проголосовали за разрыв дипломатических отношений и введение экономических санкций против Доминиканской Республики. Жестокое убийство 25 ноября 1960 трёх сестёр Мирабаль, противниц диктатуры, усилило негативное отношение к ней. Трухильо стал обузой для США и их отношения с Доминиканской Республикой стали крайне напряжёнными после покушения на Бетанкура.

## Внутренняя политика

### Преследование инакомыслящих
С приходом к власти жестоко расправлялся с любыми недовольными его правлением, в том числе с помощью членов собственной банды «42» под предводительством Мигеля Анхеля Паулино, передвигавшихся в красном «Паккарде», прозванном «машиной смерти»; составлял расстрельные списки из имён людей, которые, как считал Трухильо, являлись его врагами или причинили ему обиду. На какое-то время оппозиционным партиям даже было разрешено открыто функционировать: это было сделано главным образом для облегчения идентификации противников режима и их ликвидации.
Уделял особое внимание модернизации вооружённых сил: военнослужащие получали большую заработную плату, включая надбавки, регулярно производились в звании, закупались новая техника и вооружение. С помощью запугивания, поощрения верности режиму и частой смены должностных лиц над офицерским корпусом был установлен контроль, что предотвратило потенциальную угрозу с его стороны. Установив государственную монополию на все основные отрасли экономики, благодаря манипуляции с ценами и хищению Трухильо и его семья обогатились.
В поздние годы правления Трухильо аресты и казни осуществлялись Службой военной разведки под руководством Джонни Аббеса. Некоторые из её операций, в частности, похищение Галиндеса и убийство сестёр Мирабаль, привлекли внимание мировой общественности, что, в конечном счёте, способствовало прекращению поддержки режима со стороны США.

### Иммиграционная политика
Режим Трухильо был известен своей политикой «открытых дверей», принимая еврейских беженцев, испанцев, бежавших от гражданской войны, и японских эмигрантов, прибывавших в страну после Второй мировой войны, поддерживая, однако, политику «антигаитянизма» — расовой дискриминации чёрного населения обеих стран острова. В стремлении «обелить» население власти страны и вовсе отрицали существование афродоминиканцев. В 1938 на Эвианской конференции Доминиканская республика единственная из присутствовавших согласилась принять до 100 тысяч евреев на щедрых условиях; в 1940 после подписания соглашения Трухильо выделил более 100 км² земли под размещение переселенцев. Первые из них прибыли в мае 1940; около 800 обосновались в Сосуа, большая часть из них позже перебралась в США.
Беженцы из Европы, пополнявшие бюджет страны налоговыми отчислениями и увеличивавшие процент белых среди преимущественно смешанного населения, пользовались расположением властей, в то время как доминиканская армия высылала нелегальных гаитянских иммигрантов, что вылилось в их массовое уничтожение в 1937 году.

### Экологическая политика
В годы правления Трухильо был значительно увеличен размер заповедной зоны около реки Яке-дель-Сур, в 1934 году — создан первый национальный парк, запрещены подсечно-огневое земледелие и вырубка сосновых насаждений без разрешения, создано агентство по делам леса. В 1950-е из соображений гидроэнергетического использования рек была запрещена вырубка леса по их берегам. Со смертью Трухильо в 1961 году выжигание и массовая вырубка лесов продолжились, и в 1967 году президент Балагер применил против лесорубов-нарушителей армейские подразделения.

## Убийство

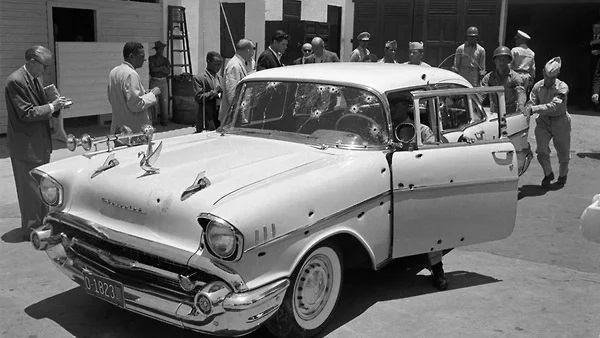
На фото — расстрелянный автомобиль Трухильо, июнь 1961 года.

30 мая 1961 года Трухильо был застрелен в собственном Chevrolet Bel Air, попав в засаду на автотрассе близ Сьюдад-Трухильо, став жертвой заговора генералов Хуана Томаса Диаса и Антонио Имберта Барреры, бизнесмена Антонио де ла Масы и адъютанта Трухильо Амадо Гарсиа Герреро. Однако им, несмотря на успешное убийство диктатора, не удалось захватить власть из-за бездействия одного из заговорщиков, генерала Хосе «Пупо» Романа, позже казнённого. Ближайшие соратники Трухильо и его семья организовали охоту за заговорщиками, использовав для этого силы Службы военной разведки. Сотни подозреваемых были арестованы, многие из них были подвергнуты пыткам. 18 ноября последними были казнены ещё шестеро заговорщиков.
Роль ЦРУ в организации убийства Трухильо служит предметом дискуссий. Имберт Баррера заявлял, что заговорщики действовали самостоятельно, однако использованное ими оружие — три карабина M1 — было предоставлено ЦРУ. В докладе заместителя Генерального прокурора США сотрудники ЦРУ утверждали, что управление не играло активной роли в организации убийства, а связь ЦРУ с группами заговорщиков была «слабой». В другом внутреннем документе ЦРУ сообщается, что расследование Офисом генерального инспектора ЦРУ убийства выявило «довольно обширные связи управления с заговорщиками». Впоследствии, после рассекречивания американской стороной в 1975 году ряда ранее закрытых материалов, эти связи ЦРУ с заговорщиками послужили предметом особого расследования комиссией Чёрча.
Трухильо был с почестями похоронен в Сан-Кристобале. Надгробную речь произнёс президент Балагер. Семье Трухильо не удалось сохранить власть: попытка военного переворота в ноябре и угроза американского вторжения окончательно положили конец «эре Трухильо». Сын покойного Рамфис, готовившийся стать преемником отца, бежал во Францию с гробом с его телом на борту собственной яхты «Анхелита», однако был возвращён. 14 августа 1964 останки Трухильо были перезахоронены на парижском кладбище Пер-Лашез, а спустя шесть лет вновь перезахоронены на кладбище Мингоррубио в Эль-Пардо (Мадрид).

## В культуре
Период правления Трухильо отражён в литературных и кинематографических произведениях:
- детективный роман «Последняя ночь в Сьюдад-Трухильо» (1962) Анджея Выджинского[пол.], в котором описаны события, связанные с похищением в США разведкой Трухильо политического эмигранта профессора Галиндеса
- роман «Галиндес[англ.]» (1990) Мануэля Васкеса Монтальбана, также посвящённый похищению и убийству разведкой Трухильо профессора Галиндеса
- роман «Времена бабочек[англ.]» (1994) Хулии Альварес, посвященный судьбам сестёр Мирабаль, ставших одними из символов борьбы с диктатурой Трухильо
- фильм «Времена бабочек[англ.]» (2001) — экранизация одноимённого романа с участием Сальмы Хайек, имевший большой успех. В роли Трухильо — Эдвард Джеймс Олмос
- роман «Праздник Козла» (2000) Марио Варгаса Льосы
- фильм «Галиндес[англ.]» (2003) — экранизация одноимённого романа. В роли Трухильо — Энрике Альмиранте
- фильм «Праздник Козла[англ.]» (2005) — экранизация одноимённого романа. В роли Трухильо — Томас Милиан
- роман «Короткая и удивительная жизнь Оскара Уао» (2007) Хунота Диаса
- фильм «Кровавый тропик[англ.]» (2010), также посвященный судьбам сестёр Мирабаль и борьбе с диктатурой Трухильо. В роли Трухильо — Хуан Фернандес де Аларкон[англ.]
- фильм «Лейтенант Амадо[исп.]» (2013), посвящённый судьбе кадрового офицера, состоящего на службе во времена диктатуры Трухильо. В роли Трухильо — Эфраин Фигероа.

Убийство Трухильо упоминается в романе Фредерика Форсайта «День Шакала».
В игре Тропико 5 во время загрузки может появиться упоминание, что «Рафаэль Трухильо, президент Доминиканской Республики, сделал своего сына полковником в 3 года и генералом в 10 лет».